# Alexandre Rivemale
Alexandre Rivemale, né à Nice le 12 novembre 1918 et mort le 27 janvier 2010 à Sens, est un auteur dramatique pour le théâtre et la télévision. Il a vécu et travaillé à Paris.

## Biographie
Sa mère est artiste peintre.
Il se marie avec Annie Rivemale (née Muguet) rédactrice en chef mode du journal ELLE dès sa création en 1945. Ils auront un fils, Philippe Rivemale, artiste peintre plasticien.
"...Dessinateur et grand amateur de Giono, son univers est teinté de ce pittoresque du sud de la France et par l’attrait pour le conte et la fable..."
Le succès débute en 1953 avec la pièce Azouk,, montée par la troupe les Grenier-Hussenot, au théâtre Fontaine, elle sera jouée dans plusieurs pays et adaptée deux fois pour la télévision, par Jean Prat et Jean-Christophe Averty.

## Œuvre

### Livre illustré
- 1950 : Les moineaux de Paris Gizard éditeur.

### Pièces radiophoniques
- 1952 : L’éléphant dans la maison, co-signé avec Henri Colpi[4].
- 1953 : Le jongleur[N 3].
- 1953 : Le sursis[5].
- 1953 : Trabadoc et Rabalax[5].
- 1983 : Nyne, Nouveau répertoire dramatique de France-Culture / production : Lucien Attoun.

### Théâtre
- 1953 : Azouk [6], mise en scène Jean-Pierre Grenier, compagnie Grenier-Hussenot avec Jean Rochefort, théâtre Fontaine. Pièce jouée Allemagne, aux Pays-Bas, en Argentine, au Canada, et en Suisse. Pièce adaptée pour la télévision, par Jean Prat en 1957, et en 1979 par Jean-Christophe Averty.
- 1956 : Nemo[7], mise en scène Jean-Pierre Grenier compagnie Grenier-Hussenot, théâtre Marigny. Pièce adaptée pour la télévision en 1970.
- 1960 : Le mobile[8],[N 4], mise en scène Jean-Pierre Grenier compagnie Grenier-Hussenot, théâtre Fontaine.
- 1966 : Hier à Andersonville[9], d’après Saul Levitt, mise en scène Raymond Rouleau, théâtre de Paris.
- 1968 : Le gadget[10], mise en scène Henri Labussière, théâtre des Mathurins.

Adaptation
- 1978 : Antigone de Sophocle, Mise en scène Wolfram Mehring.

### Télévision
- 1957 : Azouk [11], réalisation Jean Prat.
- 1965 : Le monde est petit, réalisation Jean Prat.
- 1969 : L'envolée Belle[N 5], réalisation Jean Prat.
- 1970 : Nemo[12],[N 6], réalisation Jean Baqué.
- 1975 : Les lavandes et le réséda [13], réalisation Jean Prat.
- 1975 : L’australienne[14], réalisation Yves-André Hubert (dans la série : Emmenez-moi au théâtre), avec Henry Virlojeux.
- 1979 : Azouk [15], réalisation Jean-Christophe Averty.

### Acteur
- 1962 : L’ascenseur, scénario Jean Prat et Roger Stephane, réalisation Jean Prat[16].